# Liste walisischer Schachspieler
Aufgelistet sind neben den historischen Meistern Meisterspieler, die für den walisischen Schachverband (der ein eigenständiges Mitglied der FIDE ist) spielberechtigt sind oder waren und die walisische Einzelmeisterschaft gewonnen haben oder einen IM- oder GM-Titel (beiderlei Geschlechts) tragen oder eine Elo über 2400 erreicht haben (beziehungsweise vor 1970 eine historische Elo-Zahl über 2500) oder herausragende Fernschachspieler sind.

## A
- Diana Adams, Walisische Meisterin der Frauen
- Jane Anson (* 1959), Walisische Meisterin der Frauen

## B
- Anthony Balshaw, Internationaler Fernschachmeister
- Graham Peter Barnard (1923–2014), Walisischer Meister
- Patrick Bennett (* 1942), Walisischer Meister
- Suzy Blackburn (* 1987), Walisische Meisterin der Frauen
- George Botterill (* 1949), Internationaler Meister, Walisischer Meister[2]
- Briant Peter Bourne (1927–2015), Walisischer Meister
- Hazel Brunker (* 1932), Walisische Meisterin der Frauen
- Nancy Budzinski, Walisische Meisterin der Frauen

## C
- Imogen Camp (* 2001), Walisische Meisterin der Frauen
- Syringa Lyn Camp (* 1965), Walisische Meisterin der Frauen
- Abigail Cast (* 1978), Walisische Meisterin der Frauen
- Graham Chesters (* 1944), Walisischer Meister[3]
- John Claridge, Verdienter Internationaler Fernschachmeister
- James Cobb (* 1977), Internationaler Meister, Walisischer Meister[4]
- John Cooper (* 1954), Internationaler Meister, Walisischer Meister
- David Cummings (* 1961), Internationaler Meister, Walisischer Meister[5]
- Donald Curtis (* 1935), Walisischer Meister

## D
- Mary Davies (1925–2015), Walisische Meisterin der Frauen
- Nigel Davies (* 1960), Großmeister[6]
- Brian Douthwaite (1931–2006), Walisischer Meister[7]
- Andrew Dyce (* 1980), Walisischer Meister

## E
- Debbie Evans (* 1961), Walisische Meisterin der Frauen
- William Davies Evans (1790–1872), historischer Meister
- Suan-Shiau Evans-Quek (* 1961), Walisischer Meister[8]

## G
- Mikhail Gavrilovik (* 1941), Walisischer Meister
- Colin Gilbert (1932–2017), Walisischer Meister
- Arthur Griffiths (1915–1996), Walisischer Meister

## H
- Beryl Hughes (1931–2017), Walisische Meisterin der Frauen
- Stuart James Hutchings (* 1951), Walisischer Meister

## J
- Gaynor James (* 1964), Walisische Meisterin der Frauen
- Stephen Collin James, Walisischer Meister
- David Jameson (* 1978), Walisischer Meister
- Thomas Johansson (* 1970), Internationaler Fernschachmeister[9]
- Amanda John, Walisische Meisterin der Frauen
- Andrew Jones (* 1974), Walisischer Meister
- Arthur Jones (1913–1971), Walisischer Meister
- Iolo Ceredig Jones (1947–2021), Walisischer Meister
- Richard Jones (* 1983), Internationaler Meister, Walisischer Meister

## K
- Julie van Kemenade (* 1959), Walisische Meisterin der Frauen
- Beryl Kenyon, Walisische Meisterin der Frauen
- Tim Kett (* 1962), Walisischer Meister

## L
- Paul Lamford (* 1953), Walisischer Meister, Internationaler Fernschachmeister

## M
- Maria Maclean, Walisische Meisterin der Frauen
- Moss McCarthy, Walisischer Meister
- John Denley Mills (1945–2017), Walisischer Meister
- Shirley Mills, Walisische Meisterin der Frauen
- George Moore (1903–1973), Walisischer Meister
- Charles Morris (* 1958), Walisischer Meister
- Garreth Morris (* 1965), Walisischer Meister

## N
- Wesley D. Newcombe (* 1935), Walisischer Meister

## O
- Paul O’Neill (* 1965), Walisischer Meister

## P
- Allan Pleasants (* 1960), Walisischer Meister

## R
- Emmanuel Rayner (* 1958), Walisischer Meister
- Ioan Rees (* 1988), Walisischer Meister
- David Ian Reynolds (* 1943), Walisischer Meister[10]
- Jane Richmond (* 1961), Walisische Meisterin der Frauen

## S
- Helen Sherwood, Fernschachgroßmeisterin der Frauen, Walisische Meisterin der Frauen
- Shayanna Sivarajasingam (* 2002), Walisische Meisterin der Frauen
- Venetia Sivarajasingam (* 2005), Walisische Meisterin der Frauen
- Lynda Smith (* 1968), Walisische Meisterin der Frauen
- Olivia Smith (* 1987), Walisische Meisterin der Frauen
- Zbiska Southall, Walisische Meisterin der Frauen
- David Sully (* 1947), Walisischer Meister

## T
- Stephanie du Toit (* 2002), Walisische Meisterin der Frauen
- John Trevelyan (* 1948), Walisischer Meister

## W
- Arthur Howard Williams (* 1950), Walisischer Meister
- Beryl Williams, Walisische Meisterin der Frauen
- Leighton Williams (* 1977), Internationaler Meister, Walisischer Meister
- Julie Wilson (* 1956), Walisische Meisterin der Frauen
- M. E. Wise, Walisischer Meister

## Z
- Sven Zeidler (* 1965), Walisischer Meister